# WN 평행카르단 구동방식

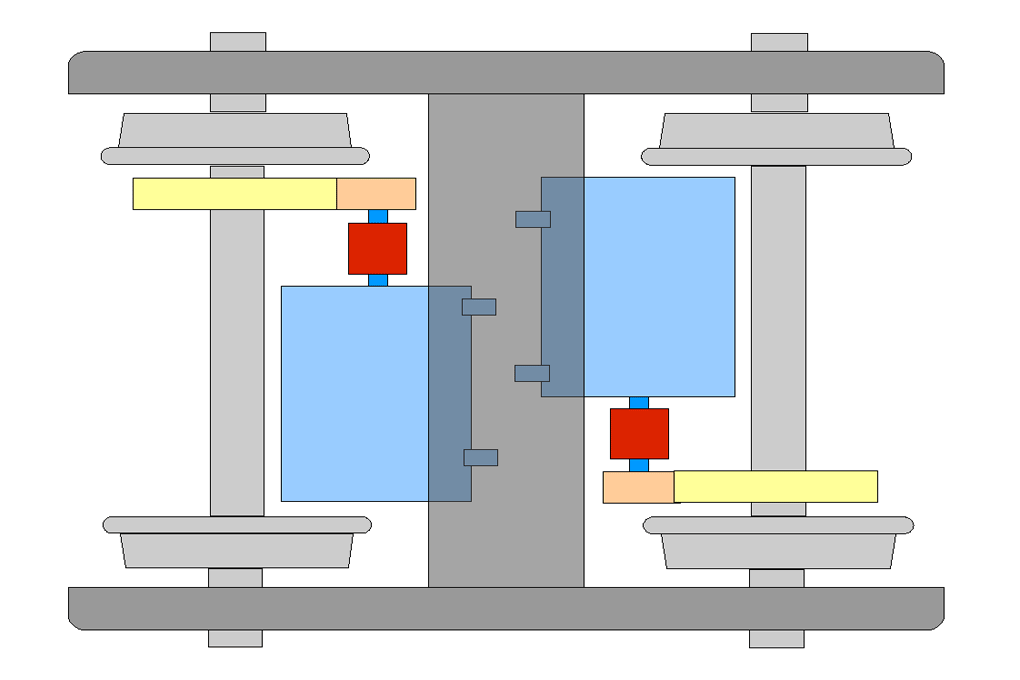
WN 커플링 평행 구동방식
붉은 부분이 WN 커플링

WN 평행카르단 구동방식은 전동차의 구동방식 중 하나다.
국내에서는 1980년 서울교통공사 2000호대 저항제어 전동차가 이 방식을 처음으로 도입한 이후, 2012년 현재 국내에서 운행되는 대다수의 전동차들이 이 구동방식을 사용하고 있다.

## 개요

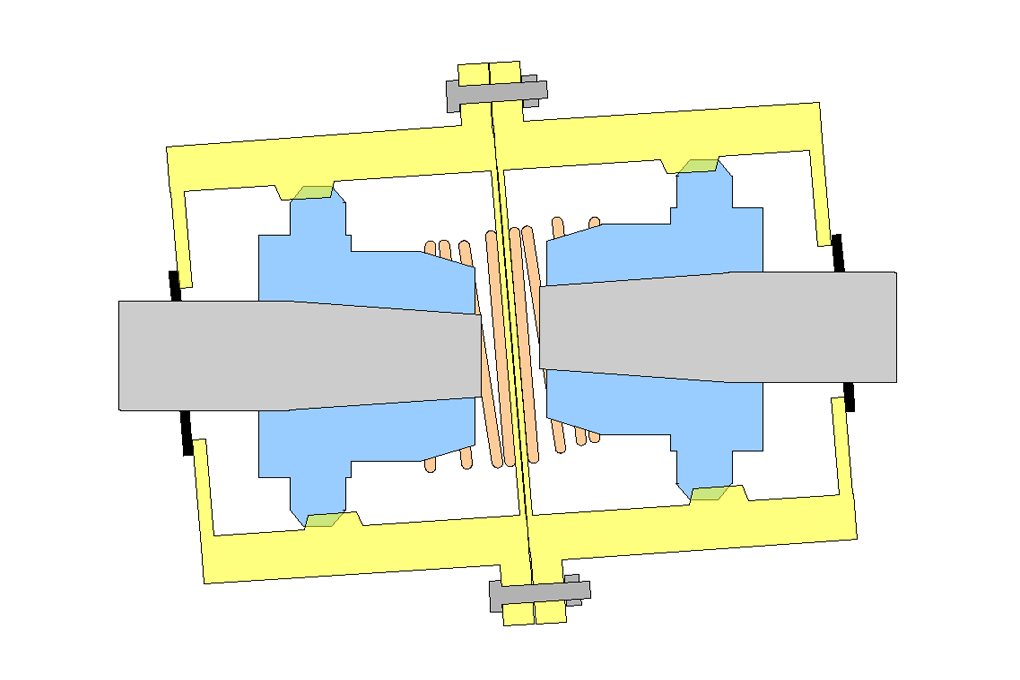
WN 커플링 모식도

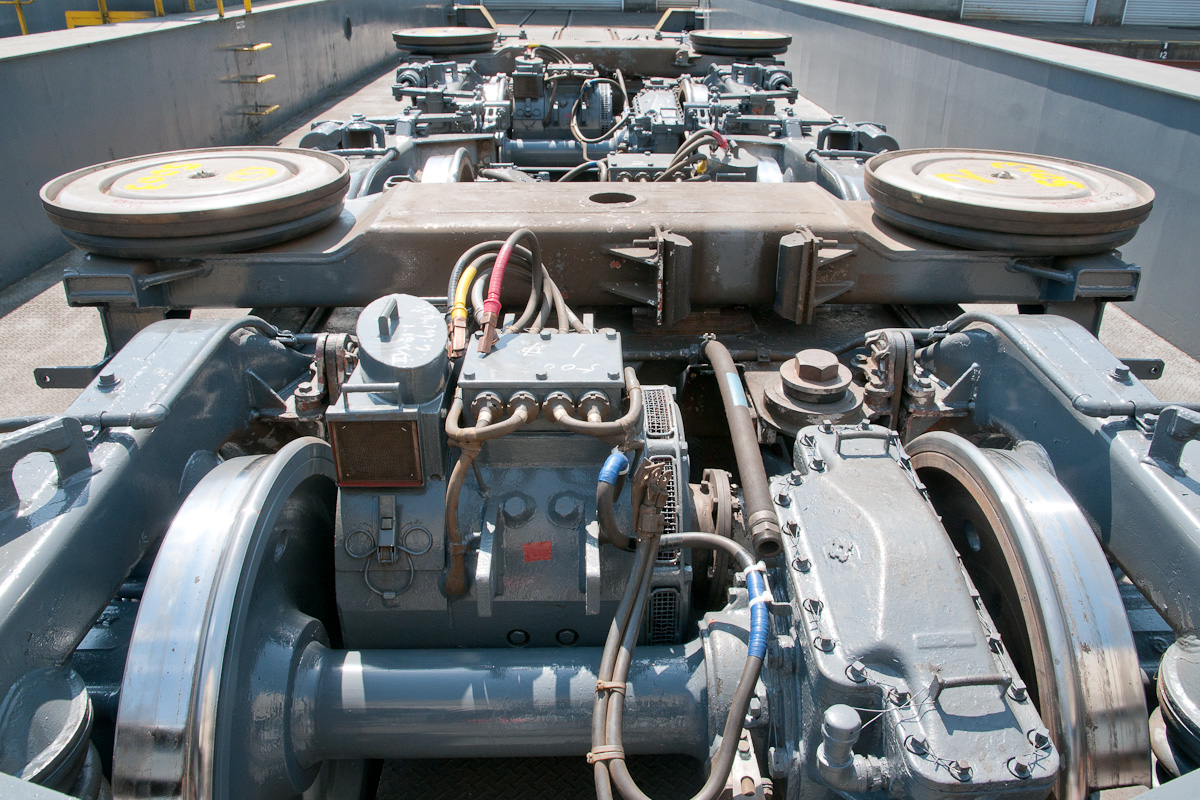
1,067mm 궤간의 WN 구동장치
(치치부 철도 5000계)

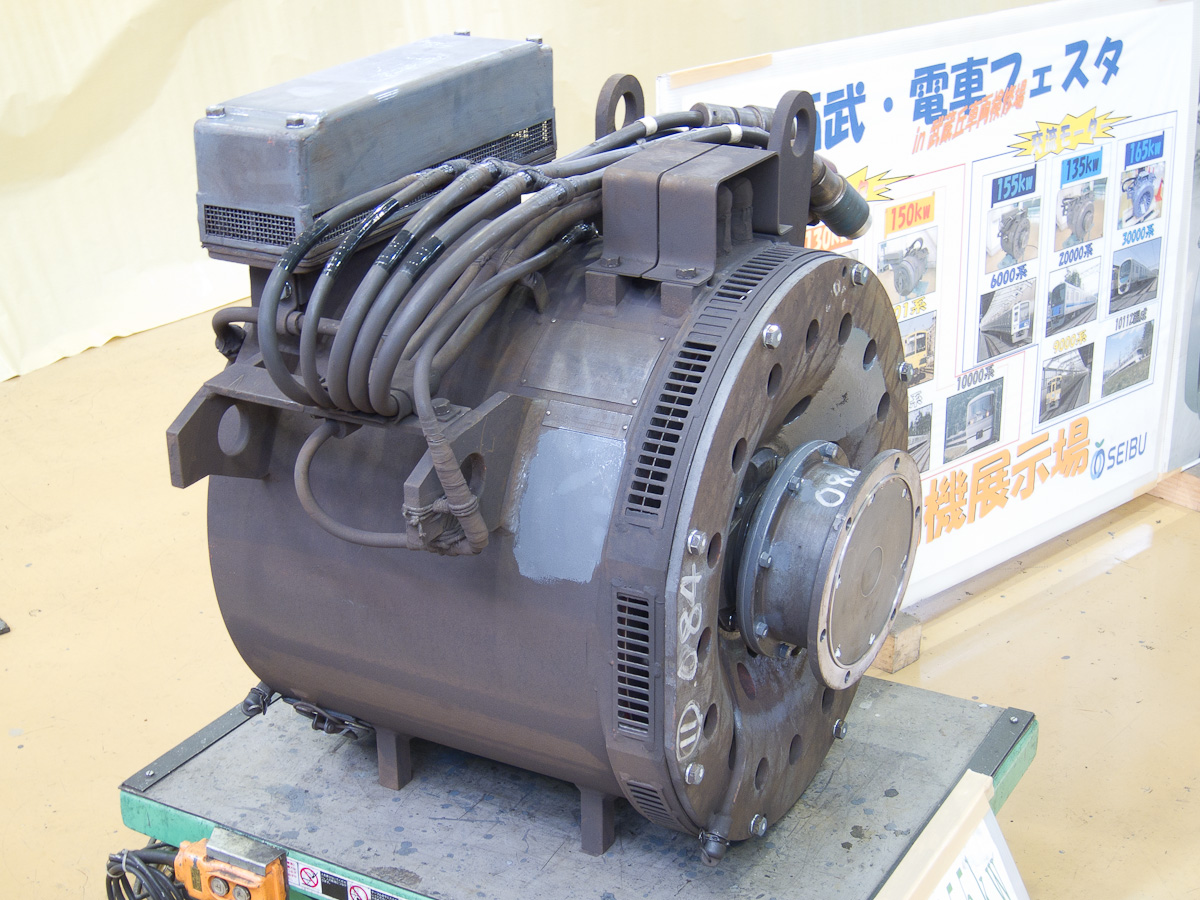
WN 구동방식의 주전동기
(농형 3상 유도전동기)

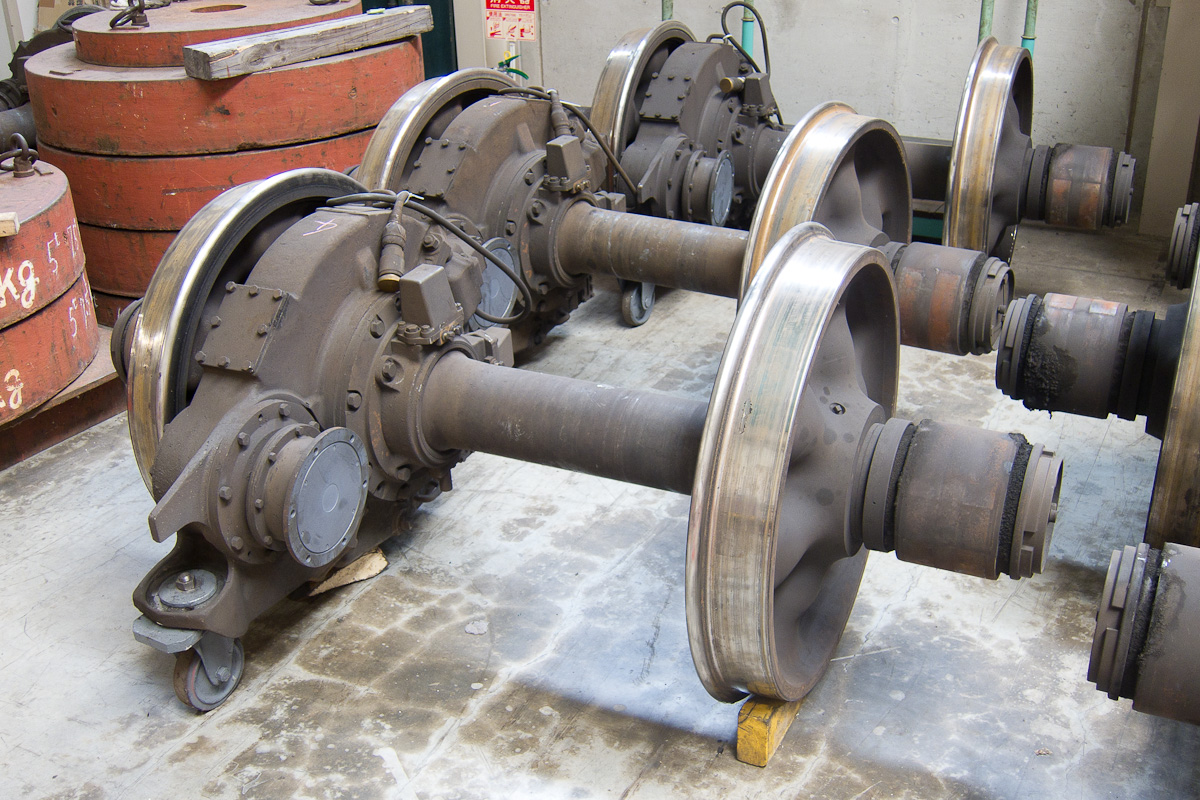
WN구동장치. WN 커플링이 소치차축에 고정된 형태

고속운전에 적절한 전동차용 구동 시스템으로서 미국의 대기업 전기 메이커 웨스팅하우스 일렉트릭(WH) 사가, 산하의 기계·톱니바퀴 메이커인 나탈사(Natal Co.Ltd)와 1925년이후 공동 개발하여 실용화했다. 'WN'이란 개발사의 앞 글자(Westinghouse - Natal)를 따서 붙인 이름이지만, 미국에서는 gear coupling라고 불리는 경우가 많다.
모터를 차축과 평행하게 대차 프레임에 고정해, 모터의 출력축과 구동 기어를, 큰 편위(偏位)를 허용하는 WN 커플링을 통해 연결시킨다. WN 커플링의 내부에는, 가공한 톱니바퀴와 용수철을 조합하여 편위를 흡수하고 있다.
WN 커플링은 원래 카르단 조인트와는 다른 기구이므로 엄밀히 따지면 WN 카르단이라는 표현은 오용으로, 단지 'WN구동'이나 'WN 드라이브'라고 부르는 것이 정확하지만, 일본 등지에서는 주전동기의 하중을 모두 용수철상 탄성지지로 한 차축 무장가(無装架) 구동 방식의 일종이라고 하는 의미로 관례적으로 카르단 구동 방식의 일종에 포함시키고 있다.

### 역사
전동기를 소형, 경량화하는 동시에 구동력을 발휘하려면 고속 전동기와 감속 기어가 필요하게 된다.
과거에 전기 철도에서 사용되고 있던 조괘 구동방식은 모터에 부착된 주로 주치차(主齒車)와 동력을 전달하는 차축에 장착된 대치차(大齒車)를 하나의 기어박스에 담고, 그 기어박스가 모터 중량의 약 절반을 지탱하고 나머지 절반은 스프링으로 대차 프레임이 탄성지지하는 단순한 구조의 구동계였다.
조괘 구동은 그 단순하지만  다음과 같은 결점이 있었다.
- 모터 중량의 약 절반이 차축에 집중되어 스프링하 질량이 커지는 구조이므로 궤도에 가하는 부담이 크고, 궤도와 바퀴의 추종성이 좋지 않으며 승차감이 나쁘다.
- 레일의 이음매와 분기기에서 차축에 가해진 충격이 기어박스를 통해 모터에 직접 전달되어, 베어링과 모터 케이스에 손상을 발생시키는 부담이 있었다. 정류자 전동기의 약점인 플래시 오버를 고려하면, 모터 회전수를 올리는 것도 곤란해 지는 등[1], 고속화를 위한 성능 향상은 한계점에 도달한 상황이었다.

이 문제를 극복하는 방법으로서 1920년대에는 스위스 등에서 Buchli 구동방식이, 미국과 유럽에서 퀼 구동방식이 실용화되었다. 그러나 모두 대형이기 때문에 전기 기관차용이었으며, 전동차용으로는 보급되지 않았다.
이러한 상황에서 전동차의 성능향상을 위해 당시 미국의 유수의 철도용 전동기 메이커인 WH사는 1925년부터 산하의 나탈 사와 공동으로 소형 차축 무장가(無裝架) 구동방식과 저전압 고회전 전동기를 개발했다.
WN 평행카르단 구동방식은 10년 이상의 장기 사용 시험을 거쳐 신뢰성이나 성능이 확인된 후 1941년 시카고 북쪽 해안선(CHICAGO NORTH SHORE Line)의 일렉트로 라이너라고 불리는 경량구조 4차체 연접차에 장착되어 성공을 거두고, 1948년에는 뉴욕 시 지하철 용 R12형 전동차에 대량으로 채용되어 이후 미국과 일본 등지를 중심으로 보급되었다.

## 타성주행시의 소음
WN 커플링에서는 구조상 내부의 기하공차에 의해, 커플링에 힘이 걸리지 않는 타성주행시에 소음이 발생하는 문제점이 있다. 때문에, 일정 이상의 속도에서는 타성주행시 회생제동을 아주 약하게 걸어 커플링에 부하를 걸어 소음을 억제하도록 제어하는 차량도 있다. 또 최근 제조되는 차량의 경우, 기어의 백래시를 줄이고 커플링 제조시 내부의 공차를 가능한 한 줄여 소음을 줄이기 위한 노력을 하고 있지만, 경년열화(經年劣化)로 소음이 서서히 커지기 때문에 근본적인 해결책은 되지 못했다. 그러나 최근에는 커플링 자체의 품질도 향상되어, 새로 제조되었을 때의 소음은 감소하고 있다.
이 방식의 경우 내치(内歯, internal gear)는 단순한 직치(直歯) 인터널 기어지만, 외치(外歯)는 오프 센터(芯ずれ, off center) 변위를 허용하기 위해 매우 큰 크라우닝(crowning)을 부여할 필요가 있으며, 이처럼 매우 큰 크라우닝을 가지는 외치 기어는 현재의 기술로도 그라인더가 개발되지 않아, 어디까지나 톱니 만들기(歯切り) → 담금질(焼き入れ) → 조합(すり合わせ, ground glass joint)이라는 공정에 의존할 수밖에 없어 톱니바퀴의 정밀화에 의한 백래시 축소는 힘들며, 현재는 모듈의 축소에 의한 톱니(歯型)의 소형화에 의해 이루어지고 있다. 또 지나친 백래시 축소는 골링(焼きつき, galling) 가능성을 증가시키기 때문에 어려운 상태이다.
도카이도·산요 신칸센에서는 700계 JR 도카이 소속 편성(C편성) 중간부터 그린차(1등차)에는 TD 커플링을 사용하도록 변경되어 있다.

## 같이 보기
- 카르단 구동방식
- 직각 카르단 구동방식
- 중공축 평행카르단 구동방식
- WN 평행카르단 구동방식
- TD 평행카르단 구동방식